# Fronteras de Austria
Las fronteras de Austria son los límites internacionales que tiene la República de Austria con los países vecinos. Siendo un país sin acceso al mar, todas sus fronteras son enteramente terrestres.

## Fronteras
Austria comparte fronteras terrestres con ocho países, Alemania, Hungría, Italia, Liechtenstein, Eslovaquia, Eslovenia, Suiza y Chequia, con un total de 2562 km. Austria es un país completamente sin salida al mar y por lo tanto no tiene fronteras marítimas.

### Resumen
La siguiente tabla resume todas las fronteras de Austria:
| País            | Longitud (km) | Estado fronterizo de Austria                  |
| --------------- | ------------- | --------------------------------------------- |
| Alemania        | 784           | Alta Austria • Vorarlberg • Tirol • Salzburgo |
| Eslovaquia      | 91            | Burgenland • Alta Austria                     |
| Eslovenia       | 330           | Carintia • Estiria • Burgenland               |
| Hungría         | 366           | Burgenland • Alta Austria                     |
| Italia          | 430           | Tirol • Salzburgo • Carintia                  |
| Liechtenstein   | 35            | Voralberg                                     |
| Suiza           | 164           | Tirol • Voralberg                             |
| República Checa | 362           | Baja Austria • Alta Austria                   |
| Total           | 2562          |                                               |

## Trifinios
| Situación         | Coordenadas                  | Países fronterizos   |
| ----------------- | ---------------------------- | -------------------- |
| Paso Resia        | 46° 51′ 18″ N, 10° 28′ 11″ E | Suiza, Italia        |
| Monte Forno       | 46° 31′ 19″ N, 13° 42′ 51″ E | Italia, Eslovenia    |
|                   | 46° 52′ 12″ N, 16° 06′ 56″ E | Eslovenia, Hungría   |
|                   | 48° 00′ 24″ N, 17° 09′ 38″ E | Hungría, Eslovaquia  |
|                   | 48° 36′ 59″ N, 16° 56′ 24″ E | Eslovaquia, Chequia  |
|                   | 48° 46′ 17″ N, 13° 50′ 22″ E | Chequia, Alemania    |
| Lago de Constanza | 47° 31′ 26″ N, 9° 37′ 25″ E  | Alemania, Suiza      |
| [ 3 ]             | 47° 16′ 11″ N, 9° 31′ 49″ E  | Suiza, Liechtenstein |
| Naafkopf          | 47° 03′ 39″ N, 9° 36′ 26″ E  | Liechtenstein, Suiza |

## Anexos
- Lista de fronteras internacionales